# Coculi
Coculi (crioll capverdià Kuklí) és una vila al nord de l'illa de Santo Antão a l'arxipèlag de Cap Verd. Està situada als marges del riu Ribeira Grande, a 4 km al sud-oest de Ribeira Grande i a 17 kilòmetres al nord de Porto Novo.